# Midnight Rambler
«Midnight Rambler» — песня британской рок-группы the Rolling Stones, была выпущена на альбоме 1969 года Let It Bleed. Песня является свободным пересказом биографии Альберта ДеСалво, который в то время признался, что был Бостонским Душителем.
Кит Ричардс назвал эту песню «блюзовой оперой» и наиболее важной песней дуэта Джаггер-Ричардс, он также сказал, что «никто другой бы не смог написать такую песню».

## Композиция и запись
О создании песни Мик Джаггер рассказывал в журналу Rolling Stone в интервью 1995 года: 
Эта песня, которую мы написали с Китом вместе. Мы были на каникулах в Италии. В очень красивом городе Позитано несколько ночей. Почему мы написали столь мрачную песню в этом прекрасном и солнечном месте, я правда не знаю. Мы писали все там — про смену темпа, всё. И я играл на гармонике в тех маленьких кафе и Кит играл на гитаре.
Когда его спрашивали о песни в интервью 1971 года Rolling Stone, Ричард говорил:
Обычно когда ты пишешь, ты просто подкидываешь Мику что-нибудь и даёшь ему свободу летать вокруг этого и слушаешь, и собираешь какие-то для себя слова которые отчётливо слышны и это строится на этом. Многие люди жалуются, что не слышат голоса чётко. Если голоса слышны отчётливо, это хорошо. Если нет, это тоже нормально, потому что они могут означать тысячи самых разных вещей для кого угодно
Слова песни включают в себя строки:
Did you hear about the midnight rambler
Ты что-нибудь слышала о ночном бродяге
Well, honey, it's no rock 'n' roll show
Ну, детка, это не рок-н-рольное шоу
Well, I'm a-talkin' about the midnight gambler
Я говорю про ночного игрока
Yeah, the one you never seen before

Да ты ещё не видела его
Студийная версия песни (она длится 6 минут и 53 секунды) была записаны летом 1969 года на студиях Olympic Sound Studios and Trident Studios в Лондоне. Джаггер исполнил вокал и гармонику, Ричардс исполнил все гитарные партии, используя стандартный строй для основной гитары и open E для слайд-гитары. Билл Уаймен играет на бас гитаре и Чарли Уоттс на барабанах, в то время как мульти-инструменталист Брайн Джонс играет на конгах. Песня похожа на песни «The Boudoir Stomp» и «Edward’s Thrump Up», записанными в апреле 1969 by the band minus Keith Richards and Brian Jones, с участием Рай Кудер на гитаре и Ники Хопкинса на пианино. Эти сессии были выпущены в 1972 году на LP, Jamming With Edward.
Перкуссия Джонса не слышна на протяжении всего трека и даже если он и участвовал в записи, возможно, что его партия не была включена в финальный микс. Джеймс Гектор, написавший 1995 Омнибус Пресс опубликовал книгу The Complete Guide to the Music of the Rolling Stones, в которой он предполагает, что включение Джонса как соавтора песни может являться подарком от бывших товарищей по группе.
The Rolling Stones исполнили песню впервые на сцене 5 июля 1969 года и продолжили её исполнять вплоть до 1976 года; иногда во время выступлений Джаггер ползал и бил по сцене своим поясом. Одно примечательное выступление 1969 года (продолжительностью более 9 минут) появилась на альбоме 1970 года Get Yer Ya-Ya’s Out! и было переиздано на сборнике Hot Rocks 1964—1971. На этой версии Мик Тайлор играет на соло-гитаре в дополнении к Джаггеру, Ричардсу, Уа
ймену и Уоттсу. Бутлег Live’r Than You’ll Ever Be содержит выступление в Окланде ноября 1969 года. На версиях 1975 года после ухода из группы Тайлора играет Ронни Вуд. Некоторые выступления в 1975 году являются самыми длинными живыми исполнениями группы, некоторые из них длятся почти 15 минут.

## Участники записи
- Мик Джаггер – вокал, гармоника
- Кит Ричардс – гитара
- Брайн Джонс – конги
- Билл Уаймен – бас гитара
- Чарли Уоттс – ударные

## Controversy
In his book The Better Angels of Our Nature, Steven Pinker discusses the song as an illustration of his thesis that the 1960s counterculture «pushed against» the Civilizing Process (identified by Norbert Elias), which, Pinker argues, had been reducing violence over many centuries, and that the counterculture’s «glorification of dissoluteness shaded into indulgence of violence…. Personal violence was sometimes celebrated in song, as if it were just another form of antiestablishment protest.» He says the song «acted out a rape-murder by the Boston Strangler…» and he sees this as an example of how in the 1960s counterculture «the control of women’s sexuality was seen as a perquisite» of men.